# Coleophora atriplicis
Coleophora atriplicis é uma espécie de mariposa do gênero Coleophora pertencente à família Coleophoridae.